# Grodzisko (gmina)
Grodzisko – dawna gmina wiejska istniejąca do połowy 1943 roku w woj. kieleckim i łódzkim. Siedzibą władz gminy było początkowo Grodzisko, a następnie Radoska.

## Historia
Gmina Grodzisko powstała 13 stycznia 1870 w powiecie koneckim w guberni radomskiej w związku z przemianowaniem dotychczasowej gminy Radoszyce na gminę Grodzisko. Przyczyną tego manewru była utrata praw miejskich przez miasto Radoszyce (stanowiące dotąd odrębną gminę miejską) i przekształceniu jego w wiejską gminę Radoszyce w granicach dotychczasowego miasta. Aby uniknąć dwóch jednostek wiejskich o tej samej nazwie, dotychczasową gminę Radoszyce przemianowano na gminę Grodzisko, z siedzibą w Grodzisku. Gmina miała skomplikowany i bardzo specyficzny kształt: jej obszar był przeperforowany obszarem (dużo mniejszej) gminy Radoszyce, składającej się z około 10 enklaw, z których niektóre zawierały kontrenklawy gminy Grodzisko. Urząd Gminy w Grodzisku funkcjonował do 1873 roku, po czym został przeniesiony do Radoski.
W okresie międzywojennym gmina Grodzisko należała do powiatu koneckiego w woj. kieleckim. Według stanu z 30 września 1921 roku gmina liczyła 7072 mieszkańców (w tym 511 w Grodzisku) i składała się z 36 miejscowości. 1 kwietnia 1939 roku gminę wraz z główną częścią powiatu koneckiego przeniesiono do woj. łódzkiego.
Gmina Grodzisko przetrwała w niezmienionych granicach do połowy 1943 roku, kiedy to została zintegrowana z gminą Radoszyce tworząc gminę Radoszyce. Równocześnie trzy gromady z dotychczasowej gminy Grodzisko (Gatniki, Sielpia Mała i Sielpia Wielka) przeszły do gminy Końskie.